# Теракота
Терако̀та (на италиански: terra cotta, „изпечена земя“) е вид керамика без глазура, приготвяна на базата на особен вид цветна глина, която след изпичане придобива обикновено червеникав оттенък.
Още от древността теракотата е използвана в скулптурата при изработване на статуи и фигурки. Теракотата се използва и като материал в строителството за направа на тръби, керемиди и тухли.
Малката теракотена пластика е разпространена в почти всички неолитни култури. От теракота са правени скулптурни фигурки, саркофази и статуи в Древна Гърция, при етруските, в Древен Китай, Древна Индия и Древна Америка, архитектурни детайли в архаичните древногръцки, етруски и древноримски храмове. Едно от най-известните произведения, изработени от теракота, е теракотената армия от времето на китайската династия Цин. Друго известно произведение от теракота е релефът „Царицата на нощта“ (на английски: Queen of the Night relief) от древна Месопотамия, който е на повече от 4000 години.